# Carnoustie

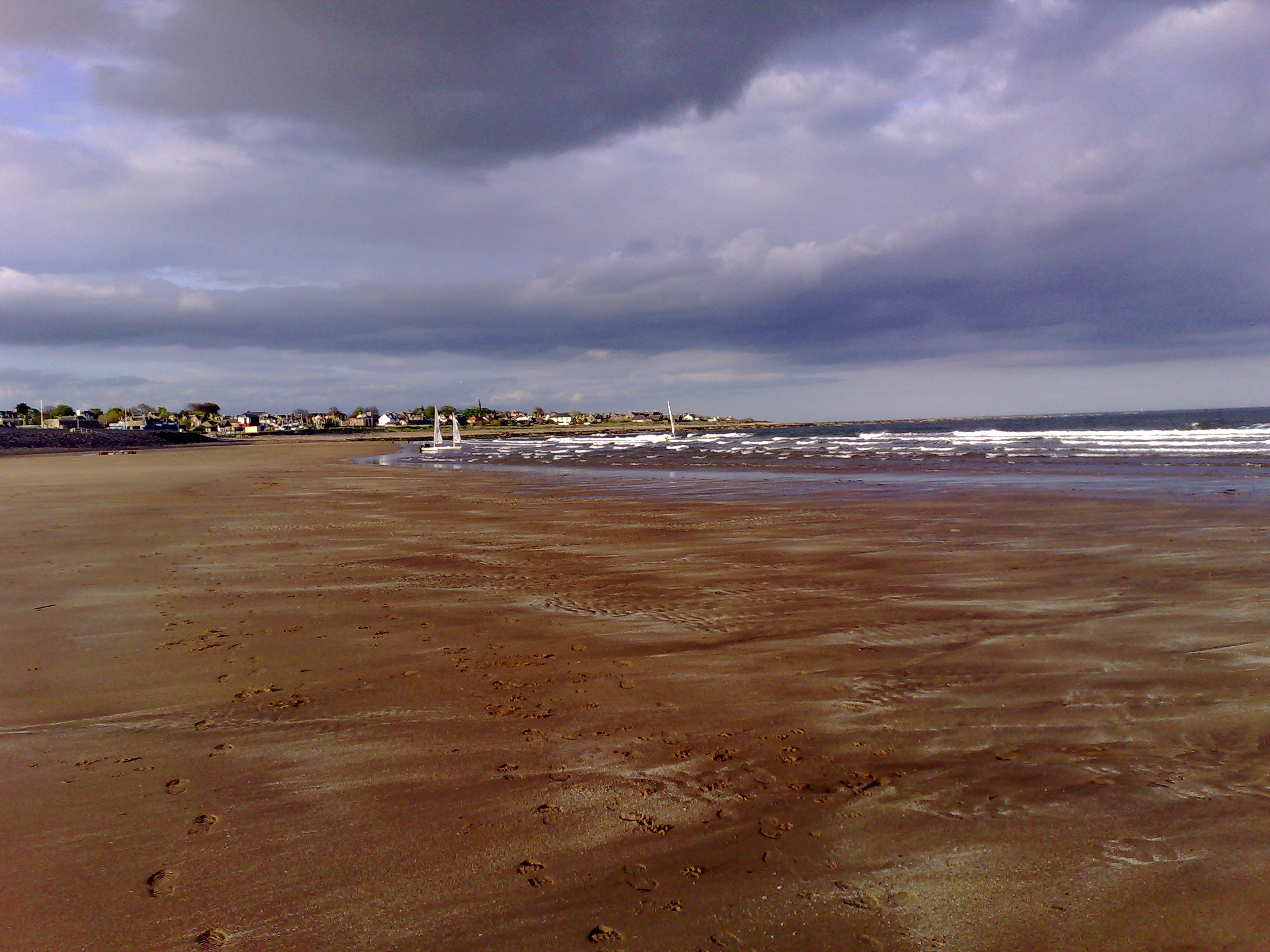
Stranden vid Carnoustie

Carnoustie (skotsk gaeliska: Càrn Fheusda) är en stad i kommunen Angus i Skottland. Folkmängden uppgick till 11 430 invånare 2012, på en yta av 3,26 km². Den ligger vid Barry Burns mynning på östkusten, och är mest känd för sin golfbana Carnoustie Golf Links. Det finns källor som hävdar att golf spelades i Carnoustie redan 1527.